# Refren
Refren (Refrany) és un curtmetratge documental polonès dirigit l'any 1972 per Krzysztof Kieślowski.

## Argument
El document descriu la vida quotidiana d'una funerària a la dècada de 1970 de la República Popular de Polònia. Es presenten fragments de converses entre funcionaris i clients. La pel·lícula mostra que la màquina burocràtica és capaç de substituir la compassió per una altra persona, fins i tot en el cas de la mort d'un ésser estimat..